# Terence Henricks
Terence Thomas "Tom" Henricks (Bryan, 5 de julho de 1952) é um ex-astronauta norte-americano, veterano de quatro missões espaciais.
Formado em engenharia civil pela Academia da Força Aérea dos Estados Unidos em 1974 e em administração pública pela Universidade Golden Gate em 1982, graduou-se como piloto na Base Aérea de Craig, posteriormente pilotando caças McDonnell Douglas F-4 Phantom II em esquadrões baseados na Islândia e na Inglaterra. Depois de cursar a Escola de Pilotos de Teste da Força Aérea dos Estados Unidos, foi designado para a Base Aérea de Edwards como piloto de testes de caças General Dynamics F-16 Fighting Falcon.
Henricks tem 749 saltos como paraquedista militar e um grau de Mestre em Paraquedismo. Em sua carreira como piloto militar, acumulou mais de 6 mil horas de voo em 30 aeronaves diferentes e tem habilitação de piloto comercial pela FAA.
Foi selecionado para o curso de astronautas da NASA em junho de 1985 e qualificado em julho de 1986. Um dos mais experientes astronautas da agência espacial, participou de quatro missões do ônibus espacial, duas delas como comandante: como piloto da STS-44 Atlantis, lançada em 24 de novembro de 1991, que colocou satélites em órbita terrestre; como piloto da STS-55 Columbia, lançada em 26 de abril de 1993, que levou à órbita o laboratório espacial Spacelab comandado por cientistas alemães que realizaram dezenas de experiências de cunho multinacional no espaço; como comandante da STS-70 Discovery, em 13 de julho de 1995, que colocou o último Tracking and Data Relay Satellite (TDRS) em órbita, de uma série de satélites de comunicação iguais; e como comandante da STS-78 Columbia em 20 de junho de 1996, até então a mais longa missão de um ônibus espacial, com duração de 16 dias, patrocinada por cinco agências espaciais e dez paises diferentes.
Primeiro astronauta a acumular mais de mil horas de voo em ônibus espaciais, deixou a NASA e a Força Aérea – com a patente de coronel – em novembro de 1997 para seguir carreira na iniciativa privada como presidente da Aviation Week, empresa dedicada a publicações e eventos na área aeroespacial.